# Malia Cohen
Pour les articles homonymes, voir Cohen.
Malia Cohen, née le 16 décembre 1977 à San Francisco en Californie, est une femme politique américaine, membre du Parti démocrate.

## Biographie

### Enfance et éducation
Née le 16 décembre 1977 dans le district de Richmond à San Francisco et diplômée de l'école secondaire Lowell, elle réside dans le quartier de Potrero Hill à San Francisco,. Cohen obtient son baccalauréat en sciences politiques à l'université Fisk puis une maîtrise en politiques publiques et gestion de l'université Carnegie Mellon.

### Conseil des superviseurs de San Francisco
Lors des élections de 2010, elle termine 3e sur un groupe de 22, mais remporte finalement l'élection sur la base d'un vote par choix.
En octobre 2013, Cohen présente une législation qui élargissait une loi existante de San Francisco renforçant les restrictions sur les ventes d'armes à feu, une loi adoptée à l'unanimité. 
En 2014, Cohen est réélue pour un deuxième mandat pour représenter le district 10 après avoir battu Marlene Tran et Tony Kelly.   
Cohen succède à London Breed à la présidence du conseil des superviseurs le 26 juin 2018, après l'élection de Breed à la mairie de San Francisco. Elle quitte le conseil en janvier 2019, c'est Norman Yee (en) qui la remplace.

### State Board of Equalization
Elle est membre du State Board of Equalization (en) et représente le 2e district qui couvre 23 comtés de Californie et une population d'environ 9,5 millions de personnes. Cohen a été présidente du San Francisco Board of Supervisors en représentant le district 10.

### State Controller
En novembre 2022, Cohen est élue (en) au poste de contrôleuse (ou auditrice) des finances de l'État de Californie (en) en battant le républicain Lanhee Chen (en). Elle devient ainsi la première contrôleuse africaine-américain de l'État. Elle remplace Betty Yee (en).

### Vie privée
Elle a épousé l'avocat spécialisé dans les accidents du travail Warren Pulley en mai 2016. 